# Duncan Larkin
Duncan Larkin (* 14. Juni 1959 in London; † 21. September 2008 in Wien) war ein englischer Radiomoderator.
Seine Laufbahn begann er bei Radio Thamesmead, London (heute: Time 106.8), von wo er 1986 zu dem Sender Riviera 104 in Ventimiglia, Italien, und anschließend zu Sunshine Radio (inzwischen eingestellt) in Antibes, Frankreich, wechselte. Im Jahr 1988 ging er zurück nach Großbritannien, wo er für Radio Aire, Leeds, tätig wurde. 
Von 1991 bis 1993 war Larkin Programmleiter von Riviera Radio, Monte Carlo, Monaco. In diesem Zeitraum war er wiederholt auch fürs Fernsehen tätig, etwa für die France Telecom oder Superchannel Satellite TV, London. Ebenso moderierte er das International Television Festival in Monaco. Im September 1993 ging er zu Blue Danube Radio, Wien, wo er u. a. die Sendungen „Playback“, „Drive Time“ und „Today at Six“ moderierte. Nach der Umgestaltung von Blue Danube Radio zu FM4 präsentierte er dort bis zuletzt die „Morning Show“. Daneben moderierte er fallweise eine Late Night Show für Radio Caroline South, Seborga, Italien.      
Duncan Larkin starb nach Krebs- und Herzleiden am 21. September 2008 im Alter von 49 Jahren in Wien.